# Khagaria (Distrikt)
Der Distrikt Khagaria (Hindi खगड़िया जिला, Urdu کھگڑیا ضلع) ist ein Distrikt im indischen Bundesstaat Bihar. Sitz der Verwaltung ist die Stadt Khagaria.

## Geographie
Der Distrikt Khagaria liegt etwas östlich des Zentrums von Bihar. Die südliche Distriktgrenze wird vom Ganges gebildet. Der Distrikt liegt in der Schwemmebene des Ganges und seiner Nebenflüsse (Kamala, Kosi, Burhi Gandak, Bagmati u. a.). Diese Lage führt dazu, dass er von regelmäßigen ausgedehnten Überschwemmungen, die häufig großen Schaden anrichten, heimgesucht wird. Die durchschnittliche Höhe über dem Meeresspiegel beträgt 36 m. Die benachbarten Distrikte sind Saharsa im Norden, Samastipur im Nordwesten, Begusarai im Südwesten, Munger im Süden, sowie Bhagalpur im Südosten und Osten.

## Geschichte
Vor 1981 gehörte Khagaria zum Distrikt Munger. Das Gebiet Mungers war in den Jahren nach 1763 von der Britischen Ostindien-Kompanie annektiert worden und war seit 1812–14 als Distrikt organisiert. Seit 1943–44 war Khagaria eine Subdivision des Distrikts Munger und wurde am 10. Mai 1981 ein eigener Distrikt. Khagaria wurde wesentlich deswegen als neuer Distrikt eingerichtet, weil es während der Regenzeit regelmäßig verkehrstechnisch abgeschnitten war, da die Eisenbahnlinie von Mansi in Richtung des nördlichen Saharsa dann nicht benutzbar war.

## Bevölkerung
Die Einwohnerzahl lag 2011 bei 1.666.886. Die Bevölkerungswachstumsrate im Zeitraum von 2001 bis 2011 betrug 30,19 % und war damit sehr hoch. Khagaria hatte ein Geschlechterverhältnis von 886 Frauen pro 1000 Männer und lag damit unter den 38 Distrikten Bihars in Bezug auf den Frauenanteil auf Platz 36. Der Distrikt hatte 2011 eine Alphabetisierungsrate von 57,92 %, was eine Steigerung um knapp 16 Prozentpunkte gegenüber dem Jahr 2001 bedeutete. Die Alphabetisierung lag damit jedoch weiter unter dem nationalen Durchschnitt. 89 % der Bevölkerung waren Hindus und ca. 11 % Muslime.
Knapp 5,2 % der Bevölkerung lebten in Städten.

## Wirtschaft
Dominierender Wirtschaftszweig ist die Landwirtschaft. Die Böden sind sehr fruchtbar und es wird meist mehr als eine Ernte pro Jahr eingeholt. Hauptanbauprodukte sind Reis, Weizen und Mais.